# Arnold Adolph Berthold
Pour les articles homonymes, voir Berthold.
Arnold Adolph Berthold ou Arnold Adolf Berthold est un médecin, physiologiste et anatomiste allemand, né à Soest le 26 février 1803, mort le 3 janvier 1861 à Göttingen.

## Biographie
Il étudie la médecine à Göttingen en 1819 et soutient sa thèse sous la direction de Johann Friedrich Blumenbach (1752-1840). Berthold suit les cours d’anatomie de Konrad Johann Martin Langenbeck (1776-1851) et d’obstétrique de Friedrich Benjamin Osiander (1759-1822). Il visite de nombreuses universités d’Allemagne comme celle d'Iéna où il rencontre Lorenz Oken (1779-1851) et Dietrich Georg von Kieser (de) (1779-1862). Il visite l’hôpital de la Charité de Berlin où il fréquente Christoph Wilhelm Hufeland (1762-1836) et Carl Asmund Rudolphi (1771-1832), chefs de l’école de Naturphilosophie. Il séjourne aussi à Paris où il suit les cours de Georges Cuvier (1769-1832) et d’Étienne Geoffroy Saint-Hilaire (1772-1844).
Berthold devient Privatdozent en 1825 et commence à enseigner la physiologie à l'université de Göttingen où il fera toute sa carrière. Il fait paraître un manuel de biologie en 1829 sous le titre de Lehrbuch der Physiologie des Menschen und der Thiere en deux volumes et qui connaîtra plusieurs rééditions et en 1831 Beiträge zur Anatomie, Zootomie und Physiologie. Il est professeur extraordinaire en 1835 et ordinaire en 1836 de zoologie et d’anatomie comparée.
Dans le domaine de l'entomologie on lui doit en 1827 la publication de Natürliche Familien des Thierreichs. Aus dem franzosischen, mit Anmerkungen und Zusatzen (Weimar). On lui doit également des travaux sur les reptiles et sur les amphibiens. Curieusement, contrairement à d’autres zoologistes de son époque et à la suite des travaux de Blasius Merrem (1761-1824), il conclut dans Beiträge zur Anatomie, Zootomie und Physiologie de l’impossibilité d’utiliser le sternum dans la classification des oiseaux en raison des anomalies anatomiques possible. Il cite d’ailleurs un exemple d’erreur commise par l’emploi de ce critère à savoir la séparation des Martinet des hirondelles qui sont distingués la première fois par Constantin Wilhelm Lambert Gloger (1803-1859). Il affirme en outre que la classification linnéenne ne pourra être dépassée.
On le considère comme l’un des fondateurs de l’endocrinologie car il réalise la première expérience endocrinologique. Mais ses travaux tombent dans l’oubli. Pourtant, il suggère, dès ses premières publications, qu’il existe un lien humoral entre les gonades et les caractères sexuels secondaires. Il rapporte, en 1849, ses expériences sur de jeunes coqs qu’il castre de différentes façons. Il établit alors une relation entre la nature de la castration et le développement de caractères sexuels secondaires.